# Lexus LM
Lexus LM – luksusowy samochód osobowy o nadwoziu minivan opracowany przez japońską markę Lexus, należącą do Toyota Motor Corporation. LM jest pierwszym w historii Lexusa samochodem w tym segmencie. Od 2023 roku samochód jest oferowany na polskim rynku.

## Historia i opis modelu

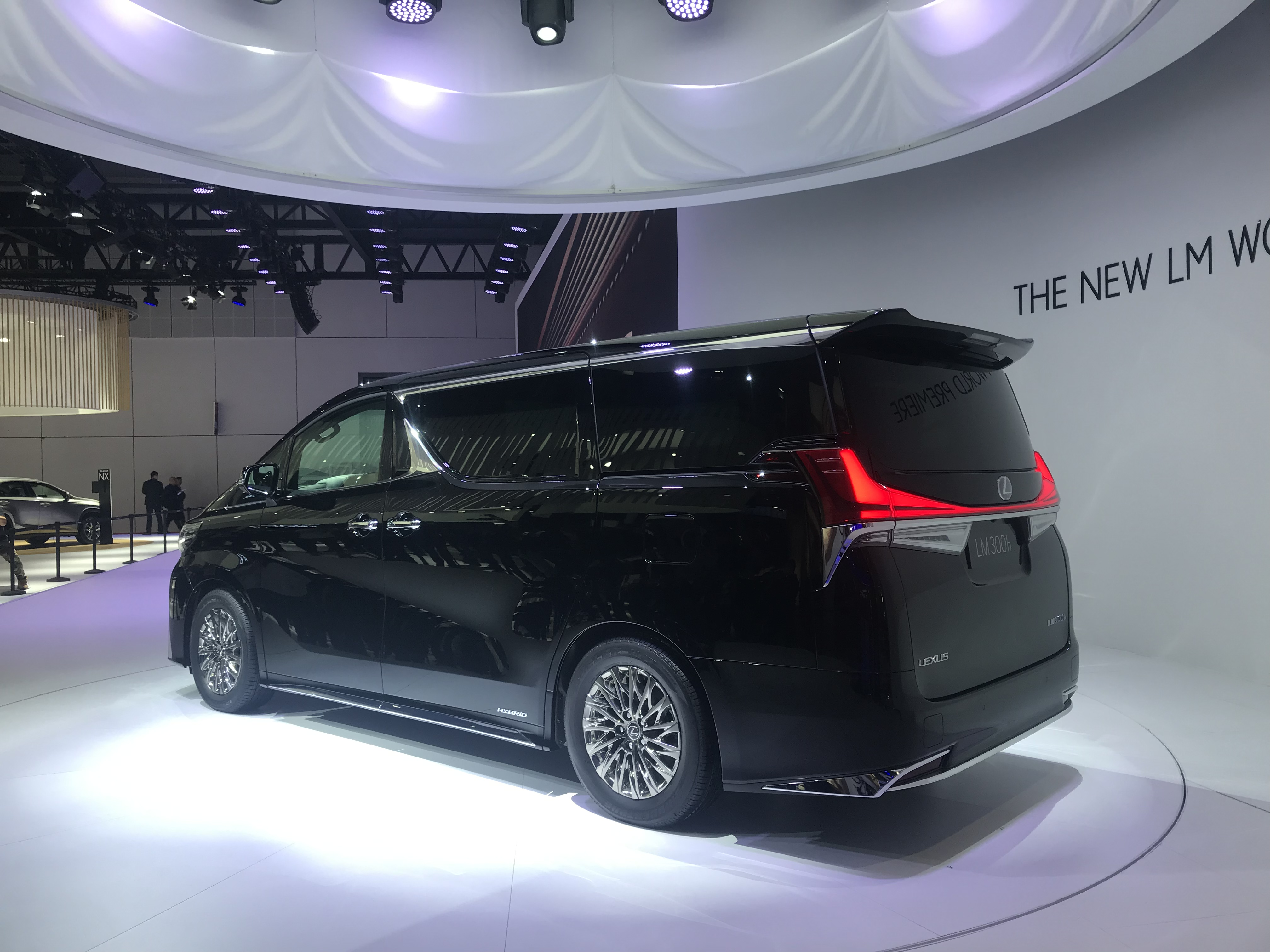
Lexus LM - tył

Lexus LM został oficjalnie zaprezentowany na targach samochodowych Shanghai Motor Show w kwietniu 2019 roku. Auto zadebiutowało w Chinach, ponieważ zostało stworzone właśnie z myślą o nabywcach w tym kraju i na innych azjatyckich rynkach, gdzie minivany są bardzo popularne. Początek produkcji zaplanowano na 2020 rok. Cena samochodu na chińskim rynku w przeliczeniu dochodzi do około 820 tys. złotych, co czyni go jednym z najdroższych modeli w ofercie japońskiej marki.
Samochód jest dostępny w dwóch wariantach – najbardziej luksusowym, 4-osobowym, a także wersji mieszczącej w środku 7 osób (na tę odmianę decyduje się 70% nabywców w Polsce). W wyposażeniu Lexus LM w najwyższej wersji można znaleźć m.in. 26-calowy ekran, fotele z funkcją masażu, odtwarzacz Blue-ray czy chłodziarkę na napoje.

### Dane techniczne
Do wyboru są dwa warianty napędowe – z silnikiem benzynowym V6 o pojemności 3,5 l, a także wersja z układem hybrydowym, bazującym na motorze R4 2.5 (oznaczona przez producenta jako 350h). W tej drugiej konfiguracji samochód jest wyposażony w napęd na cztery koła E-Four, a łączna moc układu napędowego wynosi 250 KM. Na polskim rynku Lexus LM jest oferowany wyłącznie w wariancie 350h. 